# Yitha'amar Bayyin I.
Yitha'amar Bayyin I. (sabäisch yṯʿʾmr byn Yiṯaʿʾamar Bayyin), Sohn und Nachfolger des Sumuhu'ali Dharih oder eines anderen Sumuhu'ali, war ein Herrscher (Mukarrib) von Saba. Hermann von Wissmann setzte seine Regierungszeit um 715 v. Chr., Kenneth A. Kitchen dagegen um 545–525 v. Chr. an. Möglicherweise ist er identisch mit dem Itamra, der 715 v. Chr. dem neuassyrischen König Sargon II. Geschenke überbringen ließ, jüngsten Erkenntnissen nach ist Itamra aber mit Yitha'amar Watar I. zu identifizieren.
Yitha'amar Bayyin I. ist hauptsächlich durch Bauinschriften überliefert. Diesen zufolge ließ er an den Befestigungen von 'Ararat (heute al-Asahil) zwischen der sabäischen Hauptstadt Marib und dem Dschauf, an der Nordgrenze der Stadtgemarkung von Marib und an den Mauern von Marib selbst Bauarbeiten durchführen. Wie sich aus dem Siegesbericht des Karib’il Watar I. (um 685 v. Chr.) ergibt, erwarb er vermutlich auch Land in der Landschaft Datinat (heute Dathina).